# Zwężenie drogi odpływu lewej komory
Zwężenie drogi odpływu lewej komory – określenie wad zastawki aortalnej i nieprawidłowości przyległych odcinków lewej komory i aorty wstępującej, powodujących utrudnienie odpływu krwi z lewej komory w trakcie skurczu. 

## Objawy i przebieg

### Objawy przedmiotowe
W zwężeniu podzastawkowym:
- głośny szmer wyrzutowy, któremu towarzyszy mruk skurczowy przy lewym brzegu mostka
- często szmer rozkurczowy niedomykalności aortalnej

### Nieprawidłowości w badaniach dodatkowych
- EKG: cechy przerostu lewej komory (w ciasnym zwężeniu)
- RTG klatki piersiowej: sylwetka serca zazwyczaj prawidłowa, poszerzenie aorty wstępujacej
- ECHO serca: pozwala potwierdzić rozpoznanie, określić charakter zmian morfologicznych zastawki i stopień zwężenia.